# Гендерсонвілл (Пенсільванія)
Гендерсонвілл (англ. Hendersonville) — переписна місцевість (CDP) в США, в окрузі Вашингтон штату Пенсільванія. Населення — 274 особи (2020).

## Географія
Гендерсонвілл розташований за координатами 40°18′3″ пн. ш. 80°9′30″ зх. д. / 40.30083° пн. ш. 80.15833° зх. д. (40.300734, -80.158317).  За даними Бюро перепису населення США в 2010 році переписна місцевість мала площу 1,03 км², уся площа — суходіл.

## Демографія
Згідно з переписом 2010 року, у переписній місцевості мешкало 325 осіб у 140 домогосподарствах у складі 97 родин. Густота населення становила 315 осіб/км².  Було 151 помешкання (146/км²).
Расовий склад населення:
| - 90,8 % — білих - 6,5 % — чорних або афроамериканців |

До двох чи більше рас належало 2,8 %. Частка іспаномовних становила 0,0 % від усіх жителів.
За віковим діапазоном населення розподілялося таким чином: 20,3 % — особи молодші 18 років, 67,7 % — особи у віці 18—64 років, 12,0 % — особи у віці 65 років та старші. Медіана віку мешканця становила 43,1 року. На 100 осіб жіночої статі у переписній місцевості припадало 103,1 чоловіків;  на 100 жінок у віці від 18 років та старших — 97,7 чоловіків також старших 18 років.
Середній дохід на одне домашнє господарство  становив 81 517 доларів США (медіана — 75 478), а середній дохід на одну сім'ю — 94 509 доларів (медіана — 76 507). Медіана доходів становила 44 963 долари для чоловіків та 33 929 доларів для жінок. 
Цивільне працевлаштоване населення становило 145 осіб. Основні галузі зайнятості: роздрібна торгівля — 24,1 %, виробництво — 23,4 %, будівництво — 16,6 %, транспорт — 10,3 %.